# Nopaltepec (Estado de México)
Nopaltepec o Santa María Nopaltepec es una población del extremo noreste del Estado de México, es cabecera municipal del municipio de Nopaltepec.

## Localización y demografía
Nopaltepec se encuentra localizado en el extremo noreste del territorio del Estado de México. Es una de las localidades de la Región Otumba, fue designado por el gobierno del estado a la categoría de Pueblo con Encanto. Actualmente es una localidad turística para conocer el Acueducto del Padre Tembleque.